# Caimanaster
Caimanaster is een geslacht van zeesterren uit de familie Asteriidae.

## Soorten
- Caimanaster acutus A.M. Clark, 1962